# Печать Маршалловых Островов
Печать Маршалловых Островов (англ. Seal of the Marshall Islands) — официальный символ Маршалловых островов.

## Символика
В центральной части печати Маршалловых Островов расположено стилизованное изображение ангела с расправленными крыльями, символизирующего мир.
Двадцатичетырёхконечная звезда в изголовье ангела символизирует 21 муниципалитет Республики. Четыре более длинных луча — столицу Маджуро, атоллы Джалуит, Вотье и Кваджалейн. По обе стороны звезды расположены два луча, которые присутствуют на государственном флаге страны. Каждый луч окрашен в два цвета: оранжевый цвет символизирует мужество, белый — мир. Эти лучи также олицетворяют две цепи островов Республики Маршалловы Острова — Ратак (восход солнца) и Ралик (заход солнца).
В верхней правой части над крылом ангела изображена рыболовная сеть: рыба — основной продукт стола у маршалльцев. В правой части под крылом ангела — стилизованное изображение каноэ с балансиром, которое плывёт по морской глади, которая занимает треть поверхности печати. В левой части под крылом ангела — стилизованное изображение кокосовых пальм, которые растут на низменном атолле. В левой части над крылом ангела — изображение традиционного орудия, сделанного из раковины моллюска и используемого местными жителями для отбивания листьев пандануса, из которого делают традиционные циновки, паруса и одежду.
Под ангелом помещено изображение традиционной маршалльской навигационной карты в перспективе, под ней надпись «Seal» (в переводе с англ. — «Печать»).
В верхней части по окружности — надпись «Republic of the Marshall Islands» (в переводе с англ. — «Республика Маршалловы Острова»), в нижней — «Jepilpilin ke ejukaan» (в переводе с маршалльского языка «Достижение через общее усилие»).
Обрамление печати представляет собой цепь, символизирующую единство островов. Одна часть цепи олицетворяет цепь Ралик, другая — цепь Ратак.